# Змия червейница
Змията червейница (Typhlops vermicularis) е вид дребна змия, разпространена в Югозападна Азия и на Балканите. По външния си вид и подземния начин на живот наподобява дъждовен червей. Достига дължина до 35 – 40 cm.
Червейницата е разпространена в югозападните части на Централна Азия (Узбекистан, Таджикистан, Туркменистан, Афганистан, части от Пакистан), Иран, Ирак, района на Кавказ, Турция и Кипър, южните части на Балканския полуостров, включително по-голямата част от Албания и Македония и южната част на Тракия. В България се среща в южната част на долината на Струма, Източните Родопи, около Харманли и Свиленград и по Черноморието южно от Созопол. В миналото е съществувало и находище при село Варвара, Пазарджишко, което е унищожено.
Червейницата предпочита сухи местности с тревиста растителност и редки храсти. Прекарва почти целия си живот под земята, като излиза на повърхността при топло и влажно време, най-често нощем. При засушавания навлиза в почвата на дълбочина 1,20 m и повече. Основната ѝ храна са какавидите на мравки, по-рядко се храни с мравки и други дребни членестоноги. В началото на август снася 4 – 7 яйца.
Червейницата е сляпа, като се допуска, че очите ѝ различават само светло от тъмно. Тя не хапе и не е отровна. Разпространеното мнение, че изложена на слънчева светлина умира, не отговаря на истината.